# Оверем, Каспер ван
Каспер ван Оверем де Хас (нидерл. Casper van Overeem de Haas; 1893—1927) — нидерландский миколог, изучавший флору грибов Индонезии.

## Биография
Каспер ван Оверем родился 1 октября 1893 года в городе Весп в Северной Голландии. Учился в Цюрихском университете, в 1920 году ему была присвоена степень доктора философии. В 1921 году Оверем отправился в город Бейтензорг (ныне Богор) на острове Ява, где стал работать ассистентом по микологии в Богорском гербарии. Каспер ван Оверем умер 27 февраля 1927 года в Бейтензорге.
Большая часть образцов грибов, собранных Каспером ван Оверемом, хранится в Богорском гербарии (BO). Некоторая часть образцов лишайников находится в Венском музее естественной истории в Австрии (W). Несколько образцов хранится в Национальном гербарии Нидерландов в Лейдене (AMD).

## Грибы, названные в честь К. ван Оверема
- Overeemia G.Arnaud, 1954
- Catillaria overeemii Zahlbr., 1928
- Chiodecton overeemii Zahlbr., 1928
- Entoloma overeemii E.Horak, 1977
- Graphis overeemii Zahlbr., 1928
- Lecidea overeemii Zahlbr., 1928
- Parmelia overeemii Zahlbr., 1928 [syn.  Parmotrema overeemii (Zahlbr.) Elix, 1998]
- Phaeographis overeemii Zahlbr., 1928
- Pleuroflammula overeemii E.Horak, 1978
- Psilocybe overeemii E.Horak & Desjardin, 2006
- Ustilago overeemii Cif., 1933